# 5770 Aricam
5770 Aricam eller 1987 RY är en asteroid i huvudbältet som upptäcktes den 12 september 1987 av den belgiske astronomen Henri Debehogne vid La Silla-observatoriet. Den är uppkallad efter den italienska astronomen Mario Di Martino barnbarn, Arianna och Camilla Laurenti.
Den har den diameter på ungefär 14 kilometer och den tillhör asteroidgruppen Themis.